# Курбико Юрій Олексійович
Юрій Олексійович Курбико (біл. Юрый Аляксеевіч Курбыка; (26 лютого 1956 , Мінськ )) — радянський і білоруський футболіст, воротар. Кращий футболіст Білорусії 1991 року.

## Спортивна кар'єра
На клубному рівні захищав кольори мінського «Динамо» і ташкентського «Пахтакора». 20 липня 1992 року зіграв за збірну Білорусі у неофіційному товариському матчі проти команди Литви (нічия 1:1).

## Діяльність у БФФ
З квітня 2011 року є віце-президентом Білоруської федерації футболу.

## Досягнення
Командні
- Бронзовий призер чемпіонату СРСР: 1983
- Чемпіон Білорусі: 1992
- Володар Кубка Білорусі: 1992

Особисті
- Кращий футболіст Білорусії: 1991
- В списках 22 кращих футболістів чемпіонату Білорусі: збірна «А» — 1992